# Musashi Mizushima
Musashi Mizushima (jap. 水島 武蔵 Mizushima Musashi; ur. 10 września 1964) – japoński piłkarz występujący na pozycji pomocnika.

## Kariera klubowa
Od 1984 do 1992 roku występował w klubach São Paulo, São Bento, Portuguesa Desportos, Santos FC, Hitachi i Yokohama Flügels.